# Албърт Питър Лоу
Албърт Питър Лоу (на английски: Albert Peter Low) е канадски геолог, изследовател на Канада, спортист.

## Ранни години (1861 – 1884)
Роден е на 24 май 1861 година в Монреал, Канада. През 1882 завършва Монреалския университет. През 1883 се премества в Отава и става вратар на хокейния отбор на града, в който играе до 1884, след което се отдава на изследователска дейност в северните части на Канада.

## Изследователска дейност (1884 -1904)

### Изследване на полуостров Лабрадор (1884 – 1902)
До началото на 80-те години на XIX век вътрешните части на п-ов Лабрадор представляват огромно „бяло петно“. В течение на две десетилетия от 1884 до 1904 Лоу извършва редица пътешествия по Лабрадор в различни направления и в голяма степен спомага за откриването и изследването на огромния полуостров.
През 80-те години на ХІХ век завършва откриването на езерото Мистасини (51°00′ с. ш. 73°40′ з. д. / 51° с. ш. 73.666667° з. д.) и изтичащата от него река Рупърт. Изследва вливащите се от изток в залива Джеймс реки – Истмейн и Ла Гранд.
През 1893 пресича полуострова от юг на север, от езерото Мистасини през езерото Каниаписко (54°00′ с. ш. 69°40′ з. д. / 54° с. ш. 69.666667° з. д.) и по реките Каниаписко и Коксоак се спуска до залива Унгава.
През 1894 прониква от изток в централната част на полуострова, като от залива Хамилтън (54°15′ с. ш. 57°45′ з. д. / 54.25° с. ш. 57.75° з. д.) през езерото Мелвил (53°40′ с. ш. 59°40′ з. д. / 53.666667° с. ш. 59.666667° з. д.) се изкачва по река Хамилтън до езерото Птисикапо. От там тръгва на юг и през езерата Сандгерт, Ашуанипи и др. и по реките Ромен, Сен Жан и др. достига до залива Сейнт Лорънс.
В последните години на ХІХ век пресича северозападната част на полуострова от езерото Клируотър (56°10′ с. ш. 74°30′ з. д. / 56.166667° с. ш. 74.5° з. д.) на североизток по река Ларч до устието на река Коксоак и след това изследва п-ов Унгава (северозападната част на п-ов Лабрадор). Необходими са обаче, още няколко десетилетия, докато сложната хидрографска мрежа на полуострова е картирана с достатъчна точност.

### Присъединяване на Канадския арктичен архипелаг към Канада (1903 – 1904)
През 1903 – 1904 извършва плаване в Канадския арктичен архипелаг и официално го обявява за канадска територия. През 1903 на кораба „Нептун“ Лоу обхожда бреговете на Хъдсъновия залив и зимува на нос Фулертън, на южния вход на протока Рос-Уелкъм, отделящ остров Саутхямптън от континента. През август 1904 „Нептун“ преминава през Хъдсъновия проток и достига на север в протока Смит (между Гренландия на изток и остров Елсмиър на запад). Лоу слиза на брега на Елсмиър и съставя официален акт за присъединяването на тези райони към канадските владения. Копие от този документ заравя на носа. След това „Нептун“ навлиза на запад в Канадския арктичен архипелаг и на североизточния край на остров Съмърсет Лоу повтаря същата процедура. През септември канадците изследват североизточното крайбрежие на остров Бафинова земя и събират голяма колекция от геоложки образци.

## Следващи години (1905 – 1942)
През 1906 е назначен за директор на Геоложкия институт на Канада, а през 1907 става заместник-министър на Минното министерство. През 1913 се пенсионира.
Умира на 9 октомври 1942 година в Отава на 81-годишна възраст.